# 埃马纽埃尔·德拉克·德尔卡斯蒂洛

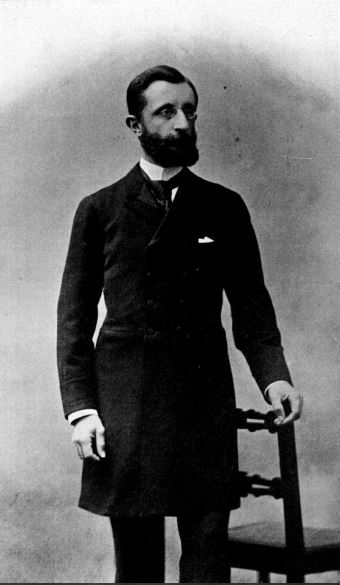
埃马纽埃尔·德拉克·德尔卡斯蒂洛

埃马纽埃尔·德拉克·德尔卡斯蒂洛（法語：Emmanuel Drake del Castillo，1855年12月28日—1904年5月14日），法国植物学家。
他出生于巴黎，曾在国家自然历史博物馆跟随路易·爱德华·比罗学习，他曾经在法属太平洋岛屿和马达加斯加岛上考察研究当地植物，从1886年至1892年，他出版了《插图太平洋岛屿植物》，他曾经收集了超过50万种植物标本，他去世后将这些标本交由国家自然历史博物馆保存。
他于法国中部安德尔省的圣-遂朗-德-让泊镇逝世。